# Горњи Ораховац (Требиње)
Горњи Оровац је насељено мјесто у граду Требиње, Република Српска, БиХ. Према попису становништва из 2013, у насељу је живјело свега 20 становника.

## Географија
Оровац је село на крајњем југоистоку Херцеговине. Административно припада општини Требиње, мјесном уреду Ластва. У ствари, то је мало крашко поље динарског масива, величине око 3,5 км², надморске висине просјечно 640 метара.
Атар села разликује се по величини и квалитету од атара сусједних села, знатно је већи, а припадају му и катуни у Бијелој гори, подгорини Орјена. Ово свједочи да је сточарство било основна привредна грана Оровца кроз вјекове.
Сјеверозападна граница оровачког атара је на Кокотовића градини и сусједним брдима изнад Требишњице на средини њеног тока од Ластве према Требињу, а југоисточно на Беговим коритима, гдје је и граница са Црном Гором. То је простор дужине око 20 км и ширине око 3,5 км. Према Ластви границу чине брда: Кучма, Оро (780 м), Штрмац, Пандурица и даље према југоистоку, Ђевојачка греда, Ђакло, Рудина, Високе главице и Бегова корита. Граница према Зупцима иде планинама и брдима од Троглава до Кокотовића градине. У географском смислу то је сјеверна подгорина Орјена, дио компактног крша са крашком морфологијом па је микротопонимија богата, но углавном једнолична.

## Име
Село има два имена: Оровац и Ораховац од којих је друга форма званична (за становнике то је искључиво Оровац). Садашње име село је добило вјероватно послије турских освајања Херцеговине.
Доњим Оровцем, најплоднијим дијелом села, и Лаством доминира брдо Оро (780 м) (Генитив: Орла, Локатив: на Орлу), па треба претпоставити да је село добило име управо по имену овог брда. Нити педолошки састав тла, нити биљне културе не говоре у прилог евентуалној претпоставци да је име добијено према називу биљке орах (Juglans reg'ia, уп. Д. Симоновић, Ботанички речник, 251). То значи да је у овом имену извршена контаминација, тј. „комбинација" лексема орао и орах, при чему се добило ораховац, и послије губљења х: — Ораовац, односно Оровац, у складу са сажимањем вокалске групе -ао- у о.

## Историја
Село и шира околина били су насељени још у неолиту, о чему свједоче остаци материјалне културе: камени ножеви, керамика и др. Особито је интересантан локалитет Пандурица (егзоним),са керамиком, изгледа, из више историјских епоха. На жалост, локалитет још није истраживан.
На живот људи овдје претежно су утицали пашњаци и воде. У Доњем Оровцу има неколико извора на слоју кречњака и доломита, који су стални, али слабије издашности; на сјеверним падинама брда извире више потока, а у близини је Требишњица, са притокама Сушицом и Јазином. Околна брда и пашњаци у Бијелој гори пружали су могућност за сточарство, што је све до у новије вријеме било основа за егзистенцију становништва овога краја.
У средњем вијеку село је припадало малој жупи Врм (доцнији Корјенићи), испод Клобука, а ова области Травунија. Брда јужно од Оровца чинила су природну границу између жупа Врм и Врсањ (Зупци). Пажљив истраживач нашао би да та граница у етничком смислу није ни до данас сасвим затрта. Корјенићи се налазе испод некада тврдог Клобука, око корита Требишњице, Сушице и Јазине. То су долине ријека, са благом субмедитеранском климом, погодне за земљорадњу, и с добрим комуникацијама према Требињу. Приликом турских, и свих других освајања ове долине су биле веома привлачне. Такав географски положај у прошлости је утицао на интензивна кретања локалног становништва. Неки су бјежали пред освајачима, други долазили у вријеме опадања турске моћи (кандијски рат), па ту остајали, или поново бјежали. Ово је, наравно, утицало на касније уобличавање садашње етничке слике Оровца.
За разлику од Зубаца, који су са претежно стариначким становништвом, и Ластве, са бројним муслиманским становништвом, Оровац је енклава, која се од сусједа разликује у много чему: и по говору, и по обичајима, и по фолклору. У етничком смислу село је мјешавина досељеника из Боке которске, Црне Горе и старинаца из овог краја, са прожимањем утицаја из Ластве и Зубаца. Но, и поред тога, Оровац се, иако гранично село и крај са наведеним мијешањима, бар у нијансама формирао као микроетничка цјелина, којој је по неким особинама најближе становништво Грахова (у сусједној Црној Гори), са којим на бјелогорским катунима има физичку границу, врло проходну кроз све историјске периоде.
Привреда се у прошлости овдје развијала у складу са природним условима. Село је било насељено углавном сточарима, о чему свједоче, између осталог, и имена неких локалитета: Влашки до, Влашка коса. Становници села су Срби, православне вјере. Село има цркву, са гробљем, посвећену св. Јовану Крститељу, којега слави већина породица у селу. Црква је из новијег времена, а подигнута је на мјесту старије цркве. Око ње, поред новог гробља, разбацано је неколико добро очуваних стећака. Према П. Шобајићу, некад их је било око 20, с уобичајеним украсима, али су у међувремену неки вјероватно поломљени.

### Споменик страдалим у Првом свјетском рату
Тачно на раскрсници на Оровцу, одакле су путеви кретали ка животу и ка смрти, са мјеста одакле су прије тачно 100 година 60 чланова породице Грубач, по 47 Бегенишића и Деретића, 35 Шакотића, 22 Ђајића, 16 Мрдића, девет Тркља, шест Ковачевића, пет Мићуновића кренули на пут без повратка никао је 2014. године споменик — крајпуташ који су подигли њихови потомци, а пројектовао га је требињски архитекта Вуко Рогановић.

## Административна подјела
Оровац се по административној подјели села дијели на Доњи Оровац и Горњи Оровац. По у народу уобичајеној подјели, Оровац се састоји из седамнаест засеока, с тим што ће за засеоке бити назначено којем дијелу села (Доњем или Горњем) припадају:
а) Горњи Оровац, засеоци:
1. Пандурица
2. Шумата Главица
3. Подјаметина
4. Врањића њива
5. Криводо
6. Трнови до
7. Влашки до
8. Подљут
9. Ждријело
10. Смоквице
11. Барице
12. Поток

б) Доњи Оровац, засеоци:
1. Метериз
2. Ланиште
3. Старосеље
4. Нуго
5. Поткапе

Списак засеока има условну вриједност. Неки су засеоци са кућама без житеља, као на пр. Ждријело и Влашки до, а неки са кућом или двије, но све се куће одржавају и имања дјелимично обрађују.

## Становништво
| Демографија | Демографија | Демографија |
| Година      | Становника  | Становника  |
| ----------- | ----------- | ----------- |
| 1991.       | 69          |             |
| 2013.       | 20          |             |

### Презимена
Презимена у Оровцу су двојаког постанка. Нека у себи носе патронимијско поријекло: Ђајићи, Мићуновићи, Мрдићи, Шакотићи и условно Грубачи. За формирање презимена патронимијског типа код Грубача постоји одступаље од уобичајеног правила. Наиме, то би требало да буде презиме од личног имена Грубач без суфикса. Ово име спомиње се у средњем вијеку у Жупи Драчевици и Попову пољу.
Презимена Бегенишићи, Деретићи и Тркље другачије су формирана. Иницијални носиоци неких од ових презимена истицали су се особинама или радњама: Бегенишићи од бегенисати (свидјети се), Деретићи од дерати (према легенди).
Свако братство има предање о свом поријеклу и родбинским везама са братством од кога потиче.
Секундарна презимена углавном су, са мањим изузецима, патронимијског поријекла. Позната су у презименима са више домаћинстава. Почињу обично од прадједа или неког даљег претка, зависно од величине породице. Секундарним презименима одређује се степен сродства између група породица истог презимена, што има практичну вриједност приликом породичних обреда: крштења, вјенчања, погребних обреда и сл. Иначе, секундарна презимена мало су позната ван примарног презимена, а потпуно занемарљива ван села. Зато у овом раду изједначавам презиме и породицу, односно презиме је породично име одређеног броја домаћинстава (кућа).
Садашња презимена у Оровцу формирала су се и усталила највјероватније од XVI до половине XVIII вијека. Према предању, најстарији су Мићуновићи, а према писаним документима најраније се спомињу Шакотићи.
За Ђајиће би се према неким документима рекло да су старинци у селу. На жалби корјенићке раје из XVIII вијека налазе се и имена Јована, Ђура и Видака Ђајића.
Ј. Ердељановић наводи да је у XVI вијеку у Ораховцу живјела једна породица Мијановића досељена из Зете. Један од четворице браће Мијановића учествовао је у морејском рату и истакао заставу на освојену херцегновску тврђаву 1687. године. Према Ердељановићу, Мијановићима је на Оровцу било „тијесно" (?), те су се одселили у Љубомир.
У морејском рату хришћанска војска заузела је Клобуке 1691. г. и Турке из околине сатјерала у требињску тврђаву, па су највјероватније у том периоду преци већине данашљих Оровчана запосјели празан простор и ту остали.
У даљем тексту дајемо данашња презимена с основним подацима о поријеклу породица.
1. Бегенишићи, 15 домаћинстава, са секундарним презименима: Андрићи, Митровићи и Симовићи. По предању, досељени су са Зубаца и имају заједничке претке са Ћурићима. Слава Ђурђевдан, мала слава Срђевдан.
2. Вујичићи, једна породица досељена са Грахова са секундарним презименом Келете. Славе Петковдан, а прислужују Никољдан.
3. Грубачи, 27 домаћинстава са секундарним презименима: Беловићи, Брњили, Радовићи, Симовићи и Николићи. Сва секундарна презимена код Грубача формирана су на начин како сам раније навео, изузевши Брњиле.
Предак седам породица Брњила доселио се из Конавала, носио је минђушу на једном уву (брњицу). Грубачи су се по предању доселили из Цуца. У крвном су сродству са Перовићима, Кривокапићима, Средановићима и Бабићима на Клобуку. Предак Брњила, према предању, потиче од Кривокапића из Цуца. Он је наводно био слуга код Петра I на Цетињу, па је у свађи убио друга и побјегао у Конавле. Кад су Грубачи из Оровца дошли у Конавле да купују пиће за славу, он је замолио своје рођаке да га избаве из ропства и поведу са собом, што су они и учинили. Према овоме предању сви Грубачи имају заједничке претке, само су се Брњили касније уклопили у породицу. Грубачи славе Јовањдан, а прислужују Никољдан (прољетни).
4. Деретићи, 15 породица, секундарна презимена: Вукашиновићи, Митровићи, Перовићи, Радовићи и Шћепановићи. Према предању, потичу од Аћима Шарца, ковача из Рисна. Од истог су претка Ковачи на Петровићима (Црна Гора) и Дерићи у Суторини. Слава Јовањдан, мала слава Велика Госпојина.
5. Ђајићи, 8 породица са секундарним презименима Буџи и Мраковићи, ниједно од њих није патронимског поријекла. Према изворима, изгледа да су стариначко домаћинство у овом крају. Славе Свету Мрату, а прислужују Велику Госпојину.
6. Мићуновићи, једна породица, по предању најстарија породица у селу. Слава Јовањдан, мала слава Мала Госпојина.
7. Мрдићи, 3 породице, према неким подацима старинци су у доњој Херцеговини. Имају заједничке претке са Кораћима и Марићима. Славе Митровдан.
8. Тркље, једна породица, поријеклом од Билеће. Славе Аранђеловдан.
9. Шакотићи, 11 породица, секундарна презимена: Лаковићи, Обреновићи и Радовићи. Према предрњу, потичу од Томановића са Чева, по другој верзији — досељени су из околине Билеће. Слава Јовањдан, мала слава Мала Госпојина.
Крсна слава Оровца је Ивањдан.